# Хамза бен Ладен
Хамза бин Уса́ма бен Мухаммед бен Авад бен Ла́ден (араб. حمزة بن أسامة بن محمد بن عوض بن لادن‎; 9 мая 1989, Джидда, Мекка — 25 июля 2019, Газни) — террорист, более известный как Хамза бен Ладен, был уроженцем Саудовской Аравии, родившимся в Джидде. Был сыном лидера «Аль-Каиды» Усамы бен Ладена. 14 сентября 2019 года президент США Дональд Трамп заявил, что он был убит в ходе контртеррористической операции США на границе Афганистана и Пакистана. В 2024 году неподтвержденные сообщения СМИ утверждали что он жив и является одним из высокопоставленных лидеров «Аль-Каиды»
Госдепартамент США объявил, что выплатит 1 млн долларов США за информацию, местонахождении Хамзы бен Ладена которая приведёт к аресту или смерти этого человека 
которого  считают одним из лидеров террористической организации «Аль-Каида»
Хамза бен Ладен был включён в списки десяти наиболее разыскиваемых беглецов и наиболее разыскиваемых террористов, опубликованные ФБР.
Убит в 2019 году в ходе антитеррористической операции США в регионе Афганистана и Пакистана.

## Молодость и семья
Считалось, что Хамза родился в Джидде, Саудовская Аравия, приблизительно в 1989 году.
В январе 2001 года Хамза, его отец и другие члены семьи посетили свадьбу своего брата Мухаммеда бен Ладена в южном афганском городе Кандагар. На видеозаписи, снятой в провинции Газни в ноябре того же года, видно, что Хамза и некоторые из его братьев и сестер обрабатывают обломки американского вертолета и работают вместе с талибами.
В марте 2003 года утверждалось, что Хамза и его брат Саад бен Ладен были ранены и взяты в плен в Рибате, Афганистан. Это утверждение в конечном итоге оказалось ложным. Однако Хамза Бен Ладен и другие лидеры Аль-Каиды искали убежища в Иране после терактов 11 сентября. 
Хамза женился на дочери Абдуллы Ахмеда Абдуллы, когда ему было 17 лет.
В августе 2018 года The Guardian процитировала дядю Хамзы, который заявил, что он женился на дочери угонщика самолёта 11 сентября Мохамеда Атта. Однако брат Хамзы Омар бен Ладен опроверг это сообщение.

## Смерть
31 июля 2019 года, Нью-Йорк Таймс и другие новостные организации цитируют неназванных американских чиновников, которые сообщили, что бен Ладен был убит в течение первых двух лет администрации Трампа, который начался 20 января 2017 года. На то время спецслужбы не смогли подтвердить его смерть, и в феврале 2019 года Государственный департамент США выдал награду в размере 1 млн долларов за информацию, которая приведет к местонахождению бен Ладена. 14 сентября 2019 года президент США Дональд Трамп подтвердил, что бен Ладен был убит в ходе контртеррористической операции США в Афганистане / Пакистане. Другие подробности не разглашаются.
Афганский журналист Билал Сарвари заявил, что бен Ладен, скорее всего, был убит в районе Геру в провинции Газни в Афганистане.

## Майский рейд 2011 года
Хамза был сыном Хайрии Сабара из Саудовской Аравии, одной из трех жен бен Ладена, которые жили в комплексе Абботтабад.
Допрос оставшихся в живых жен Усамы бен Ладена пакистанской разведкой после рейда на территорию Абботтабада показал, что Хамза был единственным пропавшим без вести. Он не был среди убитых или раненых. Рейд, проведенный командой SEAL, был тщательным: инфракрасные технологии, а также сухопутные войска оставались уверены, что никому внутри комплекса не удалось сбежать. Не было никаких скрытых выходных туннелей от комплекса.
В письме, конфискованном в ходе рейда, написанном бен Ладеном и адресованном его «начальнику штаба» Атии Абд аль-Рахману, бен Ладен упоминает о своем желании, чтобы Хамза получил образование в Катаре как религиозный ученый, чтобы он мог «опровергнуть неправильно и подозрения возникли вокруг джихада». В том же письме говорилось, что Хамза избежал рейда, потому что его даже не было в Абботтабаде. Письма из комплекса также подтвердили, что Усама, очевидно, ухаживал за Хамзой, чтобы тот стал его наследником, после смерти старшего брата Хамзы Саада в 2009 году, когда американский беспилотник нанес удар.

## Деятельность Аль-Каиды
В видео 2005 года под названием «Моджахеды Вазиристана» Хамза изображен участвующим в нападении «Аль-Каиды» на пакистанские силы безопасности в племенном регионе Южного Вазиристана между Афганистаном и Пакистаном. В сентябре 2007 года было сообщено, что он снова оказался в племенном поясе, который охватывает пограничный район Пакистан / Афганистан, занимая руководящую роль в силах «Аль-Каиды».
В июле 2008 года был опубликован перевод стихотворения, написанного Хамзой, который был опубликован на экстремистском исламском веб-сайте (2009 год). В стихотворении Хамза написал «Ускорьте разрушение Америки, Великобритании, Франции и Дании». В ответ британский депутат Патрик Мерсер назвал Хамзу бен Ладена наследным принцем террора.
Хамза бен Ладен был замешан в убийстве в 2007 году бывшего премьер-министра Пакистана Беназир Бхутто. Однако, согласно допросу бывшего официального представителя Аль-Каиды Сулеймана Абу Гайта, Хамза находился под домашним арестом в Иране, когда Бхутто была убита и не был освобожден до 2010 года, когда он и другие члены семьи Хамзы были освобождены в обмен на иранского дипломата удерживаемого в Пакистане.
14 августа 2015 года он впервые выпустил звуковое сообщение. Он призвал последователей в Кабуле, Багдаде и Газе вести джихад или священную войну против Вашингтона, Лондона, Парижа и Тель-Авива.
Сообщалось, что 11 мая 2016 года он выпустил звуковое сообщение, посвященное вопросам Палестины и гражданской войны в Сирии. Он сказал, что «благословенная сирийская революция» сделала перспективу «освобождения» Иерусалима более вероятной. «Исламская умма (нация) должна сосредоточиться на джихаде в Аш-Шаме (Сирия)… и объединить ряды моджахедов», — сказал он. «Больше нет оправдания для тех, кто настаивает на разделении и спорах, теперь, когда весь мир мобилизован против мусульман».
В июле 2016 года СМИ сообщили, что он выпустил звуковое сообщение, угрожающее Соединенным Штатам в отместку за смерть его отца. В 21-минутной речи, озаглавленной «Мы все Усама», он сказал: "Мы будем продолжать наносить вам удары и нападать на вас в вашей стране и за рубежом в ответ на ваше притеснение народа Палестины, Афганистана, Сирии. «Ирак, Йемен, Сомали и другие мусульманские земли, которые не пережили вашего гнета», — сказал Хамза. «Что касается мести исламской нации за шейха Усаму, пусть Аллах помилует его, это не месть за Усаму человека, но это месть тем, кто защищал ислам». В мае 2017 года видеозапись Хамзы была опубликована Ас-Сахабом, в ней он призывал к терактам против западных целей
По слухам, он поклялся в верности Джамаат Ансар аль-Фуркан в Билад-эш-Шам в 2017 году. В свете его растущего влияния в «Аль-Каиде» Соединенные Штаты классифицировали Хамзу бен Ладена как Специально назначенного глобального террориста в январе 2017. Это фактически поместило его в черный список, нацеленный на ограничение его движения и экономических способностей.
В мае 2017 года было выпущено видео, в котором он призывает своих последователей атаковать евреев, американцев, жителей Запада и русских с помощью атак одинокого волка любыми возможными способами.
28 февраля 2019 года Государственный департамент США предложил вознаграждение в размере до 1 млн. Долл. США за информацию, позволяющую установить личность или местонахождение в любой стране Хамза бен Ладена.
Саудовская Аравия объявила 1 марта 2019 года, что она аннулировало гражданство бен Ладена посредством королевского указа, подписанного в ноябре 2018 года.